# شرکت صنایع نظامی
شرکت صنایع نظامی (عربی: المؤسسة العامة للصناعات الحربية) شرکت دولتی صنایع جنگ‌افزاری عربستانی است، که در سال ۱۹۵۳ تأسیس شد.